# Andilly (Charente-Maritime)
Andilly település Franciaországban, Charente-Maritime megyében. Lakosainak száma 2314 fő (2022. január 1.). Andilly Charron, Longèves, Marans, Saint-Ouen-d’Aunis és Villedoux községekkel határos.

## Népesség
A település népességének változása:
| Lakosok száma | 964  | 1352 | 1481 | 1863 | 2081 | 2163 | 2235 | 2272 | 2295 | 2314 |
|               | 1968 | 1982 | 1990 | 2006 | 2013 | 2015 | 2017 | 2019 | 2020 | 2022 |